# Соверано (Козенца)
Соверано је насеље у Италији у округу Козенца, региону Калабрија.
Према процени из 2011. у насељу је живело 263 становника. Насеље се налази на надморској висини од 86 м.